# سیارک ۱۶۲۲۰
سیارک ۱۶۲۲۰ (به انگلیسی: 16220 Mikewagner، نامگذاری:2000DB40) شانزده هزار و دویست و بیستمین سیارک کشف شده‌است که در ۲۹ فوریه ۲۰۰۰ کشف شد.
قدر مطلق سیارک برابر ۱۸.۶ است.